# The Dominators
The Dominators (지배자들)은 영국의 SF 드라마 닥터 후의 올드 시즌 6의 첫번째 에피소드이다. 영국에서 1968년 8월 10일부터 9월 7일까지 5화에 걸쳐서 방영되었다.
둘키스 행성을 폭파해 그 남은 잔해를 우주선 연료로 쓰려는 외계 종족 '도미네이터'에 맞서, 2대 닥터 (패트릭 트라우턴)과 동행자 제이미 매크리먼 (프레이저 하인스), 조 헤리엇 (웬디 패드베리)가 둘키스인들과 힘을 합쳐 막는다는 줄거리이다.

## 줄거리
무자비한 외계 종족 도미네이터 (Dominators)를 태운 우주선이 평화로운 둘키스 행성에 도착한다. 도미네이터의 우주선은 한때 핵실험 장소로 쓰였다 지금은 반전 박물관이 세워진 죽음의 섬에 착륙하고 곧 섬의 모든 방사선을 흡수한다. 도미네이터는 행성 전체를 로켓 연료로 바꾸기로 마음먹고 행성 지표면에 시추공을 뚫기 위한 로봇 쿼크스 (Quarks)를 보낸다. 도미네이터의 일원인 토바 (Toba)는 쿼크스를 조종하며 자신의 시추 계획을 우연히 발견한 세 명의 모험가를 공격해 죽인다. 세 명 중 조종사 컬리 (Cully)는 겨우 숨어서 살아남지만 섬으로 타고 온 함선이 파괴된다. 도미네이터의 라고 (Rago)는 노예로 쓸만한 녀석들을 쓸데없이 죽였다며 분노한다.
섬 다른 편에 타디스가 착륙하고 닥터와 동행자 제이미, 조는 우주선이 폭발하는 굉음을 듣는다. 세 사람은 박물관으로 피신하고, 그 사이에 새로 도착한 또다른 둘키스인 세 명을 만나는데, 발란 (Balan) 선생과 어린 학생들인 틸 (Teel), 칸도 (Kando)였다. 이들은 172년 전에 벌어진 핵폭발로 섬에 방사능이 가득해야 할 텐데 수치가 0으로 잡힌다는 사실에 의아해한다. 이후 컬리도 나타나 살인종족 도미네이터들이 로봇을 써서 일행들을 죽였다고 털어놓지만, 발란은 믿지 않는데, 거짓말하기 좋아하는 장난꾸러기로 유명했기 때문이다. 한편 컬리가 이 행성을 지배하는 의회 의장인 세넥스의 아들이라는 사실도 밝혀진다.
쿼크스는 외부 시추공을 뚫는 작업을 개시한다. 닥터와 제이미는 순찰 중이던 쿼크스에 붙잡혀 심문과 스캔을 위해 도미네이터의 함선으로 끌려간다. 쿼크스는 제이미를 스캔한 결과가 두 사람 모두와 둘키스 행성 종족 전체에 적용되는 것으로 보고, 따라서 노예 인력으로 전환할 수 있을 것으로 보지만 확실치는 않다고 진단한다. 지능 테스트 중에 닥터는 자기가 쓸모없다며 멍청한 연기를 한다. 또 둘키스 박물관의 무기를 못 쓰는 척하고, 둘키스인 스스로 군사 기술을 폐기한게 아니냐고 거짓 주장을 펼친다. 결국 닥터와 제이미는 쓸모없는 멍청이로 판명되어 풀려난다.
컬리는 아버지 세넥스 의장에게 연락해, 발란의 이동 캡슐을 재충전해서 그걸 타고 수도로 돌아오라는 명령을 듣는다. 그리고 조를 의사당으로 데려가는데 그곳에서는 목적도 방향도 없는 토론이 벌어지고 있었다. 조의 항변에도 세넥스는 컬리가 거짓말을 하고 있다고 의심하자, 컬리는 이동용 포드를 훔치고 자신의 말이 진짜라는 것을 증명하기 위해 조와 함께 섬으로 돌아간다. 닥터와 제이미는 발란의 이동포드를 수도로 몰고 간다. 컬리와 조가 위험천만한 현장으로 돌아가도록 해준 사실을 뒤늦게 접한 두 사람은 분노하고, 도미네이터의 음모가 진짜라고 설득해 보지면 역시 어려움을 겪는다. 결국 토바의 지시로 쿼크스가 파괴해 버린 측량소의 실제 영상을 접하고 나서야 의회는 정말로 위험에 처했음을 깨닫는다.
도미네이터는 발란, 틸, 칸도를 사로잡아 시추 현장에서 일할 노예로 써먹기 위해 종을 판별하는 추가 테스트를 실시한다. 조와 컬리도 붙잡혀 노예 처지가 되지만, 발란과 칸도가 쿼크스에 대항하여 무력을 쓰려는 사실을 알게 된다. 그러나 발란이 쿼크스에게 당하고 남은 네 사람은 시추공을 파기 위해 고군분투한다. 그 사이 박물관으로 몰래 들어온 컬리는 전시품으로 보관된 레이저 무기를 발견한다.
닥터와 제이미는 이동용 포드를 조종하여 죽음의 섬으로 돌아간다. 제이미는 박물관에서 컬리와  연결하고, 닥터는 쿼크스에게 체포되어 노예 인력과 함께 도미네이터의 우주선으로 돌아간다. 컬리는 레이저 총을 써서 쿼크스를 파괴하고 토바는 또다시 분노를 금치 못한다. 이에 대한 보복으로 박물관이 파괴되자, 격노한 라고는 쿼크스에게 닥터와 조를 추가 검사하라고 명령하고, 발란과 카도, 틸은 중앙 시추현장으로 보내져 강제로 굴착 작업에 나선다.
한편 제이미와 컬리는 박물관 건물 지하의 핵벙커에 숨어 폭발로부터 살아남았다. 수차례의 노력 끝에 두 사람은 위쪽 해치를 열고 바위로 쿼크스를 부숴 버린다. 쿼크스가 파괴되었다는 경고가 토바에게 전해지자, 토바는 어떻게 당한 것인지 조사하기 위해 닥터와 조를 내버려둔 채 선함을 떠나고, 닥터와 조는 도미네이터의 선함을 이리저리 둘러본다. 제이미와 컬리는 다른 쿼크스들을 잇따라 계속해서 공격한다.
둘키스 의회는 작금의 상황에 대해 또 쓸데없는 토론을 벌이기 시작한다. 긴급대책위원장인 텐사도 의원들을 자극해 결정적 조치를 취하도록 애써 보지만 실패한다. 결국 라고가 직접 쿼크스들을 앞세워 닥터가 가져왔던 이동용 포드를 타고 둘키스의 수도로 향한다. 수도에 착륙한 쿼크스들은 라고의 명령에 따라 텐사를 살해한다. 라고는 가장 건장한 둘키스인들만 데리고서 도미네이터의 고향 행성으로 보내 노예로 쓰고, 나머지 둘키스인들은 행성에 남겨 없애버릴 것이라 엄포를 놓는다.
토바는 함선으로 돌아와 누가 쿼크스를 파괴했는지 고할 것을 요구한다. 대답을 거부한 발란은 그대로 살해되고, 닥터는 다음 희생자로 지목된다. 그 순간 라고가 돌아와 토바를 시추 현장에 보내 작업을 완료하고 로켓 발사를 준비할 것을 명하고, 닥터와 조, 틸, 칸도는 다시 노예로 끌려간다. 라고는 중앙 시추공 아래로 떨어뜨릴 핵폭발 장치 준비에 전념한다. 한편으로 함대 선장으부터 둘키스인 노예 인력을 더는 모을 수 없다는 소식을 전해듣는다. 모든 둘키스인들은 이제 행성에 꼼짝없이 머무르며 행성 파괴와 함께 죽음만을 기다리고 있는 상황.
닥터와 노예들이 굴착 작업을 계속 진행하던 중, 토바가 자신의 감시초소를 버리고 간 틈을 타 제이미와 컬리가 나서 쿼크스를 무력화시키고 친구들을 풀어준다. 닥터는 도미네이터를 저지할 계획을 세운다. 시추공에 핵분열 장치를 떨어뜨려 행성 전체를 방사성 덩어리로 변환하여 도미네이터 함대에 전력을 공급하는 것이 그들의 계획인데, 장치가 폭발하기 전에 가로채면 된다는 계획이었다. 닥터 일행은 중앙 시추공으로 터널을 파기 시작하고, 제이미와 컬리는 수제 폭탄으로 쿼크스를 파괴하면서 저지 계획을 돕는다.
닥터는 시추공으로 내려가 핵분열 장치를 가로채는 데 성공하지만, 해체할 수는 없다고 친구들에게 털어놓는다. 컬리와 틸, 칸도는 남은 이동용 포드로 도망치기로 하고, 제이미와 조는 타디스로 보내진다. 닥터는 도미네이터 함선으로 달려가 이륙 직전에 선상에 핵분열 장치를 몰래 들여놓는다. 함선이 이륙한 뒤 도미네이터들은 바닥에 떨어진 핵분열 장치가 자신들에게 굴러오는 것을 알아차리지만 때는 늦고 말았다. 닥터는 도미네이터 함선이 파괴되는 것을 지켜본 다음 새로운 화산에서 흘러나오는 용암을 피해 서둘러 타디스로 돌아간 뒤 출발한다.

## 제작
3화에는 에피소드 넘버링 자막이 붙지 않았다. 작중 묘사되는 쿼크스 (Quarks)는 상품화 잠재력 면에서 드라마 최대의 인기 종족 달렉과 동일한 수준의 종족을 만들려는 시도로 등장했다. 평화주의자로 묘사되는 둘키스인들은 원래 1960년대 히피 문화에 대한 풍자로 여겨졌다.
원래 6화 구성으로 기획되었으나 내용이 너무 짧다는 판단에 따라 제작 막바지에 5화로 축소되었다. 프로듀서 피터 브라이언트는 각본을 맡은 헤이즈맨과 링컨에게 6화 집필을 중단할 것을 지시하였고, 각본편집자 데릭 셔윈은 이야기의 결말을 포함하는 것으로 5화의 줄거리를 다시 썼다. 헤이즈맨과 링컨은 내용이 짧다는 내부 평가도, BBC의 쿼크스 종족에 대한 상품성 평가에 대해서도 전해들은 바가 없었기에, 항의의 표시로 드라마 각본 집필을 거부하기도 했다. 이후 두 사람은 다음 에피소드인 〈The Mind Robber〉의 추가 각본에 참여하였는데 이 시리얼도 5화 분량으로 제작됐다.
잉글랜드 켄트주 애딩턴에 있는 로섬 채석장 (Wrotham Quarry)이 둘키스 행성 표면으로 로케이션 촬영이 이뤄졌다.
닥터 역의 패트릭 트라우턴은 모든 로케이션 촬영 일정에 불참했다. 로케이션 촬영씬에서 닥터 역에는 대역배우가 출연하였으며, 일부 샷에서는 대역배우의 얼굴이 선명하게 보이기도 한다.

### 출연진 정보
로널드 앨런은 나중에 〈The Ambassadors of Death〉 (1970년)에서 랄프 코니시 역으로 출연하였다. 맬컴 테리스도 〈The Horns of Nimon〉 (1979~80년)에 출연했다. 아서 콕스는 뉴 시즌 5의 "The Eleventh Hour" (2010년)에서 헨더슨 씨로 오랜만에 닥터 후에 출연한다.
브라이언 캔트는 이전에 〈The Daleks' Master Plan〉(1965~66년)에서 켄트 갠트리를 연기한 적이 있고, 필립 보스도 〈Marco Polo〉 (1964년)에서 아코맛 (Acomat) 역으로 출연한 적이 있다.

## 방송과 평가
<The Dominators> 에 대한 BBC 시청자 조사보고서 (Audience Research Report)는 샘플의 대부분이 기존의 패턴을 따랐기 때문에 해당 시리얼을 놀랍지 않은 것으로 일축했지만, 3분의 1 정도는 여전히 독창적으로 평가했다는 조사결과를 담고 있다.
후대의 평가는 부정적인 편이다. <The Discontinuity Guide> (1995년)에서 폴 코넬, 마틴 데이, 키스 토핑은 이 시리얼을 두고 히피족이나 일방적 외교와 같은 시대적 문제를 경솔한 소재로 삼았으며, 줄거리도 "너무 지루하다" (very dull)고 혹평했다. <The Television Companion> (1998년)에서 데이비드 J. 호와 스티븐 제임스 워커도 이 시리얼이 "(올드) 시즌 6의 실망스러울 정도로 재미없는 출발"이라고 평했다. 둘키스 행성인들이 시청자의 관심을 끌기엔 어려웠지만, 도미네이터는 "드라마에서 창조한 외계인 중에서는 최고는 아니지만, 적어도 화면상에서 꽤 잘 구현되었다"라 호평했다. 2009년 라디오 타임스의 마크 브랙스턴 역시 해당 시리얼의 제작이 느슨했다며, 클리프행어도 별 희망 없는 것처럼 설정되고, 시청자 입장에서 누가 누군지 알아볼 수 없게 만들었다고 혹평했다. 그나마 시리얼 내에서 조그마한 "구원의 은총"이 있다면 쿼크스와 현란한 대사를 담은 것이라고 평가했다.
SFX 지의 이언 베리먼은 <The Dominators>에 별 5개 중 2개를 매겼는데, 이야기가 많지 않을 뿐더러 "버튼 누르기와 보행자"에 불과하다, 즉 장치를 누르거나 이리저리 다니는 데 시간을 소비하는 이야기에 불과하다고 비판했다. 시리얼 내에서 가장 좋은 부분이 있다면 닥터 역의 패트릭 트라우턴이 펼친 연기라고 평했다. DVD 토크의 존 시너트는 별 5개 중 3개를 매겨 조금 더 호평에 가까운 시선을 보냈다. 그는 "시작부터 말이 많다"는 점과 쿼크스가 무섭지 않다는 점은 혹평했지만, 타디스 일행 덕에 "멋진 활약"을 감상할 수 있었다는 평을 남겼다.

## 다른 매체

### 문고판
1984년 4월 타깃 북스에서 본 시리얼의 문고판을 출판하였다. 각색은 이언 마터 (Ian Marter)가 맡았다.

### 비디오
1990년 VHS로 출시되었다. 2007년 5월 7일에 CD로 발매되었으며, 2010년 7월 12일 영국에서, 2011년 1월 11일 미국과 캐나다에서 DVD로 출시되었다.